# Botrychium lunatum
Botrychium lunatum là một loài dương xỉ trong họ Ophioglossaceae. Loài này được Gray mô tả khoa học đầu tiên năm 1821.
Danh pháp khoa học của loài này chưa được làm sáng tỏ. 